# ドナルド・ダック・ダン

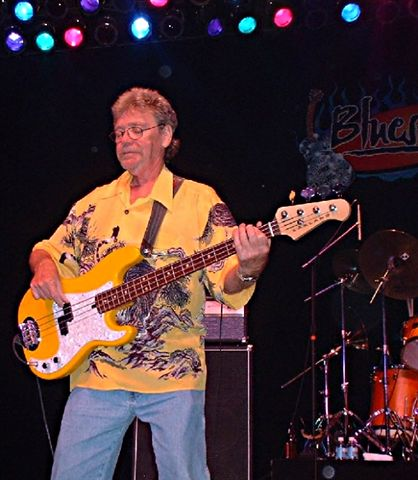
ドナルド・ダック・ダン

ドナルド・ダック・ダン（Donald "duck" Dunn,1941年11月24日 - 2012年5月13日）は、アメリカ合衆国のベーシスト。アイルランド系アメリカ人、テネシー州メンフィス出身。1960年代から活躍し、ジェームス・ジェマーソンと並びソウルミュージックの伝説的ベースプレイヤーとして有名。ミドルネームの"ダック"はあだ名。1992年にブッカー・T&ザ・MG'sのメンバーとしてロックの殿堂入り。「ベースプレイヤー誌の選ぶ歴史上最も偉大な100人のベーシスト」において第40位。ローリング・ストーン誌が選んだ「史上最高のベーシスト50選」で第15位に選ばれている。

## 概要
1960年頃よりスタックス・レコードの専属プレイヤーとしてオーティス・レディング、サム&デイブ、ウィルソン・ピケット、アイザック・ヘイズ、エディ・フロイド、カーラ・トーマス、アルバート・キング等のレコーディングやツアーをサポート。
1970年代にスタックスを離れてからは現在までフレディ・キング、エルヴィス・プレスリー、デュアン・オールマン、ロッド・スチュワート、リヴォン・ヘルム、トム・ペティ、ボブ・ディラン、エリック・クラプトン、忌野清志郎、マディ・ウォーターズ、ニール・ヤング等のレコーディングやバンドに参加している。
また、パーマネントバンドとしてはブッカー・T&ザ・MG's、ブルース・ブラザーズ・バンドで活動。

## 生涯
1941年11月24日、テネシー州メンフィスに生まれる。10歳のときにウクレレを手にし、小学6年生のときに同地に引っ越してきたスティーヴ・クロッパーと知り合いになる。
16歳のときにベースを手にしスティーヴやテリー・ジョンソンらとザ・ロイヤル・スペーズというバンドを結成し、57年頃から活動。のちにこのバンドはマーキーズと名を変えスタックス・レコードに出入りするようになる。
1964年頃、スタックスのハウスバンド、ブッカー・T&ザ・MG'sにルイ・スタインバーグの後釜として参加、1976年に同社が倒産するまで数多くの所属アーティストのレコーディングやライブをサポートした。
1970年代からは体制の変わった同社から少しずつ離れ、ロッド・スチュワートやザ・バンドのリヴォン・ヘルム、レオン・ラッセル等のセッションに参加するようになる。1978年にはTV番組「サタデー・ナイト・ライブ」の企画から生まれたブルース・ブラザーズ・バンドにスティーヴと共に加わり、1980年の映画『ブルース・ブラザース』、1998年の続編『ブルース・ブラザース2000』にも本人役で出演した。
1983年からはエリック・クラプトンのバンドに参加しツアーと2枚のアルバムでプレイし、1985年のライブエイドにも出演した。
1990年、メンフィスからフロリダ州パルメットーに引っ越す。
1992年にブッカー・T&ザ・MG'sとしてボブ・ディランの30周年特別公演のハウスバンドを務める。また同年、同じくブッカー・T&ザ・MG'sと共に、忌野清志郎のアルバム「Memphis」に参加。清志郎の日本武道館公演および全国9ヶ所のツアーにも参加し、ブッカー・T&ザ・MG's、オーティス・レディング、RCサクセション等の曲もプレイ。この模様はライヴ盤「Have Mercy!」としてCD化された。
1990年代後期に喉頭癌を患うも回復。
2000年代からは主にニール・ヤングのツアーやレコーディング、スタックスのレビューライブやブッカー・T&ザ・MG'sでのライブ等で活動。
この頃Dupree'sSyndromeという遺伝子病を患う。
2012年5月、コットンクラブ、ブルーノート東京での公演の為エディ・フロイド、スティーヴ・クロッパーらと来日。
9日〜12日までの全公演終了翌日、2012年5月13日朝、宿泊先であった東京都内のホテルで睡眠中に死亡しているのが発見され、同日スティーヴ・クロッパーがfacebook上で公表した。70歳没。

## プレイスタイル
シンプルなパターンプレイヤーであり、リズムに徹したプレイと時に弦を引っぱり上げる程のハードなピッキングが特徴。
ベースラインは1~2小節で完結していることが多く、フィルインも少ないが中音域を使うことによってメロディアスに聞こえ、耳に残るフレーズを多く残した。
フレーズにはペンタトニックを多用し、8分音符主体で作られていることが多いが多少16分音符を加え、ひとつのパターンに対し1ヶ所入れられるシンコペーションがドライブ感を生み出し、前述のハードピッキングが生み出すツブ立ちの良さと相まって独特なサウンドになっている。

## 使用機材
活動初期より長くフェンダー社の58年製プレシジョンベースを使用した。
その他のコレクションは、手放したものも含めると30本ほどになるといい、フェンダー社の66年製プレジションベース、同じくフェンダー社から発売された自身のシグネイチャーモデル（シリアルNo.1）、
ギブソン社のサンダーバードとグラバー、リッケンバッカー4001、ポールリードスミス、トラビスビーンなどを所有していた。
その他メーカー不明の黒いジャズベース、ヤマハBB等の使用も確認されている。
晩年はLAKLAND社のシグネイチャーを使用することが多かった。
アンプはアンペグを主に使用、その他GALLIEN-KRUEGERやHartke、フェンダーベースマンも使用している。
最後の公演ではアンペグSVT-VRを使用していた。